# Bódhifa

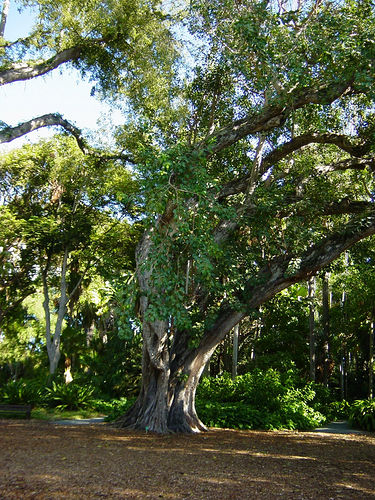
A Bódhifa leszármazottja a Foster Botanical Gardenben, Honoluluban (Hawaii)

A Bódhifa — más néven Bo (szanszkrit: bodhivṛkṣa – magyar: bódhivriksa) szent fügefa (Ficus religiosa) volt a Mahábódhi templomnál, Bódh-Gajánál (mintegy 100 kilométerre Patnától a mai India Bihar államában). A hinduk, a dzsainisták és a buddhisták is szentként tisztelik, mivel alatta ülve  jutott el a történelmi Buddha a bódhi, a megvilágosodás állapotába.
Az „Aswattha” szó a szanszkrit shwa gyökből származik, ami azt jelenti: ’holnap’. A szó eleji „a” tagadást, hiányt jelent, a tha pedig ’az, ami áll vagy megmarad’. Sankarácsárja hindu filozófus névértelmezése: „az, ami holnap már nem lesz ugyanaz”, akárcsak az univerzum maga.
A Mahábódhi templomnál ma álló fa nem az eredeti példány, de valószínűleg annak közvetlen leszármazottja. Korát 2000 év körülire becsülik. Fontos zarándokhely, egyike a buddhisták négy szent helyének.
Egy másik szentként tisztelt példány, a Sri Maha Bodhi Srí Lankán, ugyancsak az eredeti szent fügefából származott. I. e. 288-ban ültették.

## Bódhi-nap
December 8-án ünneplik a szingaléz buddhisták a Bódhi-napot. Azok, akik követik a dharmát, így köszöntik egymást: „Budu saranai!”, ami annyit jelent: „Buddha békéje legyen veled”.